# Prasiola
Genre
Prasiola est un genre d'algues vertes de la famille des Prasiolaceae (en). 

## Étymologie
Le nom vient du grec πρασινοσ / prasinos, « d'un vert tendre comme le poireau » qui a donné le latin prasinatus, « habillé de vert », en référence à la couleur de l'algue.

## Description
Ce sont des algues en forme de petites lames qui peuvent en groupe tapisser le substrat où elles sont accrochées. La lame est attachée au substrat par un petit stipe à plusieurs rangées de cellules. La lame est généralement à une seule épaisseur de cellules.

## Reproduction
Les algues du genre Prasiola peuvent se reproduire par reproduction (gamètes) ou se multiplier par multiplication asexuée (spores ou fragmentation du thalle). Certaines espèces se multiplient exclusivement par voie asexuée, telles que Prasiola furfuracea (en) ou Prasiola calophylla (en).

## Répartition et habitat

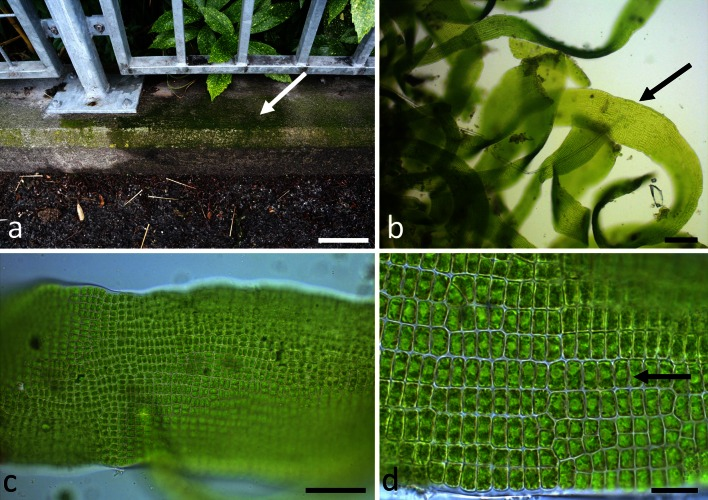
L'espèce épilithique Prasiola calophylla est l'algue prépondérante formant des croûtes vertes sur les murs urbains du nord de l'Europe (fig. a), tandis que Klebsormidium flaccidum est prépondérante dans le sud de l'Europe.

Ces algues d'eau douce, terrestres ou marines sont cosmopolites ; on peut les trouver sous des climats tempérés ou arctiques. Les espèces marines vivent dans la partie battue par les vagues de la zone de balancement des marées. Les espèces d'eau douce poussent dans les cours d’eau à courant assez rapide ; les espèces terrestres poussent sur sol ou rochers humides.

## Rôle écologique
Elles constituent la partie algale des mycophycobioses du genre Turgidosculum (anciennement Mastodia). Alors que les lichens sont constitués d'une lame de mycélium hébergeant des algues unicellulaires, les mycophycobioses sont constituées d'une algue pluricellulaire hébergeant un ascomycète.

## Histoire du taxonPrasiola

### Liste d'espèces
Selon AlgaeBase (17 juin 2013) :
- Prasiola anziana Rabenhorst
- Prasiola borealis M.Reed
- Prasiola calophylla (Carmichael ex Greville) Kützing
- Prasiola crispa (Lightfoot) Kützing (espèce type)
- Prasiola cristata (J.D.Hooker & Harvey) J.Agardh
- Prasiola delicata Setchell & N.L.Gardner
- Prasiola delicatula V.J.Chapman
- Prasiola elongata H.J.Hu
- Prasiola fangchengensis R.Luan & L.Ding
- Prasiola filiformis Reinsch
- Prasiola flotowii Kützing
- Prasiola fluviatilis (Sommerfelt) Areschoug ex Lagerstedt
- Prasiola formosana Okada
- Prasiola furfuracea (Mertens ex Hornemann) Kützing
- Prasiola glacialis M.B.J.Moniz, Rindi, Novis, Broady & Guiry
- Prasiola hubeica Bi Lie-Jiu
- Prasiola japonica Yatabe
- Prasiola johanseni F.S.Collins
- Prasiola lanpingensis C.Qian & R.-N.Wang
- Prasiola linearis C.-C.Jao
- Prasiola mauritiana Børgesen
- Prasiola meridionalis Setchell & N.L.Gardner
- Prasiola mexicana J.Agardh
- Prasiola minuta Dickie
- Prasiola nevadensis Setchell & N.L.Gardner
- Prasiola novaezelandiae S.Heesch & W.A.Nelson
- Prasiola sinica C.-C.Jao
- Prasiola skottsbergii Hylmö
- Prasiola snareana V.J. Chapman
- Prasiola sneareana V.J.Chapman
- Prasiola stipitata Suhr ex Jessen
- Prasiola subareolata Skuja
- Prasiola tibetica C.-C.Jao
- Prasiola velutina (Lyngbye) Trevisan
- Prasiola volcanica R.Luan & L.Ding
- Prasiola yunnanica C.-C.Jao

Selon ITIS (17 juin 2013) :
- Prasiola borealis
- Prasiola delicata
- Prasiola fluviatilis (Sommerf.) Aresch.
- Prasiola meridionalis J. G. Agardh
- Prasiola mexicana J. G. Agardh
- Prasiola stipitata
- Prasiola tesselata

Selon World Register of Marine Species (17 juin 2013) :
- Prasiola anziana Rabenhorst, 1864
- Prasiola borealis M.Reed, 1902
- Prasiola calophylla (Carmichael ex Greville) Kützing, 1845
- Prasiola crispa (Lightfoot) Kützing, 1843
- Prasiola cristata (J.D.Hooker & Harvey) J.Agardh, 1883
- Prasiola delicata Setchell & N.L.Gardner, 1920
- Prasiola delicatula V.J.Chapman, 1951
- Prasiola elongata Hu, 1984
- Prasiola fangschngensis Luan & Ding, 2009
- Prasiola filiformis Reinsch, 1890
- Prasiola fluviatilis (Sommerfelt) Areschoug ex Lagerstedt, 1869
- Prasiola formosana Okada, 1936
- Prasiola furfuracea (Mertens ex Hornemann) Kützing, 1843
- Prasiola glacialis M.B.J.Moniz, Rindi, Novis, Broady & Guiry, 2012
- Prasiola hubeica Bi Lie-Jiu, 1986
- Prasiola japonica Yatabe, 1891
- Prasiola johanseni F.S.Collins, 1927
- Prasiola lanpingensis C.Qian & R.-N.Wang, 1997
- Prasiola linearis C.-C.Jao, 1937
- Prasiola mauritiana Børgesen, 1946
- Prasiola meridionalis Setchell & N.L.Gardner, 1920
- Prasiola mexicana J.Agardh, 1847
- Prasiola nevadensis Setchell & N.L.Gardner, 1920
- Prasiola novaezelandiae S.Heesch & W.A.Nelson, 2012
- Prasiola sinica C.-C.Jao, 1940
- Prasiola skottsbergii Hylmö, 1938
- Prasiola sneareana V.J.Chapman, 1956
- Prasiola stipitata Suhr ex Jessen, 1848
- Prasiola subareolata Skuja, 1937
- Prasiola tibetica C.-C.Jao, 1967
- Prasiola velutina (Lyngbye) Trevisan, 1845
- Prasiola volcanica Luan & Ding, 2009
- Prasiola yunnanica C.-C.Jao, 1947